# دانيال تشيبمان
دانيال تشيبمان هو محامي وسياسي أمريكي، ولد في 22 أكتوبر 1765 في Salisbury, Connecticut ‏ في الولايات المتحدة، وتوفي في 23 أبريل 1850 في ريبتون في الولايات المتحدة. نشط حزبياً في الحزب الفيدرالي الأمريكي. وقد انتخب List of speakers of the Vermont House of Representatives ‏ وانتخب عضو مجلس النواب الأمريكي ‏.